# Phycopterus crambina
Phycopterus crambina là một loài bướm đêm trong họ Noctuidae.